# Coro e Orquestra da FNAT
Coro e Orquestra da FNAT foi uma organização musical de grande importância na música portuguesa, pertencente à Fundação Nacional para a Alegria no Trabalho.

## História
O Coro e Orquestra da FNAT já existia desde 1937, o ano em que se iniciaram os Serões para Trabalhadores da Emissora Nacional (Lisboa), ainda com o nome de "Hora de Arte".
Constituído por 40 elementos efectivos, e mais alguns suplentes, os quais ingressavam no quadro à medida que as oportunidades se apresentassem e que o rendimento de cada um se julgasse capaz, o seu primeiro regente foi o maestro Dias Pombo, até 1 de Junho de 1957, altura em que o mesmo teve de se retirar por motivos de doença.
Desde esse dia, passou a ser seu regente o maestro Duarte Pestana, conceituado músico português, que contribuiu consideravelmente para o aumento do reportório do Coro, e para o interesse dos espectadores no programa onde actuavam.
Os ensaios do Coro e Orquestra aconteciam às 2ªs, 4ªs e 6ªs feiras, entre as 19h e as 20h, e mais os necessários com a orquestra, quando se sucediam actuações públicas.
Todos os seus elementos eram puros amadores, inclusive alguns solistas, tendo em 1965 no seu elenco principal os solistas Ilda Belo, Cacilda Sobreira, Maria Adelaide, Lisete Marques, Luís Santos, Mário Ochoa, Ernesto Cardoso, José Fonseca, Paulo Amorim e José Saraiva. Outros aguardavam sempre a sua oportunidade.
Recebendo regularmente os profissionais do Serão para Trabalhadores, com esta orquestra colaboraram os nomes de maior projecção do canto, da canção, do fado e de outros géneros culturais que eram perfeitamente compatíveis, como foram os casos de Cristina Maria, Maria de Lourdes Resende, Maria Clara, Simone de Oliveira, Madalena Iglésias, Mara Abrantes, Alice Amaro, Gina Maria, Maria Marise, Maria da Graça, Guilherme Kjolner, Hugo Casais, Álvaro Malta, Armando Guerreiro, Artur Garcia, Rui de Mascarenhas, António Calvário, Domingos Marques, Tony de Matos, João Maria Tudela, Francisco Egídio, Max, Tristão da Silva, Luís Horta, Raúl Solnado, João Villaret, Manuel Lereno, Lurdes Norberto, Amália Rodrigues, Fernanda Maria, Ada de Castro, Natércia da Conceição e Manuel Fernandes.
Na regência de Duarte Pestana, o reportório do Coro e Orquestra da FNAT procurou temperar os Serões para Trabalhadores da Emissora Nacional (Lisboa), por forma a não maçar uns, nem descontentar outros. Desse modo, a par de canções folclóricas como «TIA ANICA DE LOULÉ», «OS OLHOS DE MARIANITA», a «CANINHA VERDE» e «RAPSÓDIAS POPULARES», o Coro interpretava, também, obras de consagrados compositores como por exemplo: «DANÇAS GUERREIRAS», da ópera "PRÍNCIPE IGOR" ; «ABERTURA SOLENE - 1812», de TSCHAIKOWSKY;  «CONCERTO DE VARSÓVIA», de R. ADDINSELL; «DANÇA RITUAL DO FOGO» de MANUEL FALLA; «GRANDE MARCHA» da ópera AIDA de VERDI;  «CORO DOS PEREGRINOS» da ópera TANNHÄUSER de R. WAGNER; «CORO DOS ESCRAVOS» da ópera «FAUSTO» de GOUND; «CORO DOS MARINHEIROS» da ópera MADAME BUTERFLY de PUCCINI; «NUM MERCADO PERSA» de KETELBEY; «FANDANGO» da 1ª suite Alentejana de LUÍS DE FREITAS BRANCO; «1º SUITE PORTUGUESA» de RUY COELHO.
O único número musical original de Duarte Pestana que fazia parte do reportório do Coro e Orquestra da FNAT era «ABRAÇO A PORTUGAL», fantasia popular na qual pretendeu dar um "cheirinho" das características musicais de cada província do Continente e do Ultramar. 
De resto, o tempo de que o maestro dispunha para «arranjos» em todo o reportório do coro e orquestra em versões especiais, por não existirem conjuntos similares entre nós, não lhe permitia dedicar melhor atenção aos meus originais. Valeu-lhe ainda, a boa colaboração de alguns elementos do coro, que muito o ajudaram com as suas adaptações de «letras», destacando-se Ilda Belo, Helder Padesca e Manuel António Godinho de Oliveira.
Em Março de 1961, houve as primeiras investidas dos exércitos de libertação de Angola e os primeiros massacres, e Portugal respondeu com o envio de mais tropas, mais investidas militares e outros tipos de propaganda escrita e falada. Para essa missão, este Coro e Orquestra foi destacado de imediato, em Maio.
Em pouco tempo, Duarte Pestana compôs a marcha «ANGOLA É NOSSA», com poesia de Santos Braga, um dos melhores meios de difusão sonora para mostrar ao mundo que a Guerra Colonial não tinha fundamento, já que Angola era território português.
Graças à opinião pública, e graças à difusão que a Emissora Nacional lhe atribuíu, no programa "Crónica de Angola" de Ferreira da Costa, emitido a seguir ao "Jornal Sonoro", o tema ganhou furores de popularidade, como se se tratasse mesmo dum novo Hino de Angola.
Em Junho de 1961, a editora "Valentim de Carvalho" providenciou de imediato a gravação em vinil, no formato EP, desta marcha militar, sendo incluídos no alinhamento a "Caninha Verde", a "Tia Anica de Loulé", e a "Marcha do Trabalho", dos mesmos compositores de "Angola é Nossa". Esse disco seria o único disco do agrupamento, e reconhecido como um dos mais importantes discos da história da Música Portuguesa.
A partir daqui, e com as difusões radiofónicas que obteve o disco em questão, quando este Coro e Orquestra actuavam nos Serões, eram obrigados a incluir no seu reportório o "Angola é Nossa", que era gritado e aplaudido furiosamente pelos presentes.
Reconhecido pelo público, aplaudido pela crítica e considerado como uma das melhores orquestras portuguesas de sempre, apesar do seu filiamento político, o Coro e Orquestra da FNAT nunca mais parou de somar êxitos atrás de êxitos, salientando-se o êxito da actuação ao «Milésimo Serão para Trabalhadores» ao qual terão assistido as mais altas dignidades, o espectáculo ao ar livre junto à ponte da Portela em COIMBRA, com uma assistência avaliada em cerca de vinte mil espectadores, a inesperada homenagem que os amigos do Coro e da Orquestra prestaram ao maestro e outros mais.
Enquanto a saúde o permitiu, e o apoio dos superiores da FNAT não faltou, o Coro e Orquestra da FNAT continuou em franca actividade no programa, até ao 25 de Abril de 1974, quando a FNAT foi extinta, e com ela, o agrupamento musical.
Em Dezembro de 1974, o maestro Duarte Pestana viria a falecer, e depois, em 1975, contra as melhores previsões, “Angola é Nossa” voltou a ser falada por outras razões, de novo controversas, pelos desenhos e ditos de Vilhena.
Com uma atitude mordaz e acutilante, Vilhena ridicularizou na sua “Gaiola Aberta” a política desastrada da descolonização portuguesa em Angola por um dos principais mentores, o general Melo Antunes. Nas páginas centrais, (habitual poster desenhado pelo autor), surge o general com uma batuta nas mãos trauteando “Angola é Nossa! Angola é Nossa!” para os vários lideres dos movimentos africanos, como se de um coro de bons rapazes se tratasse.
Hoje, o EP que gravaram em 1961, sob o abrigo da "His Master's Voice", é um dos mais controversos e amados registos de vinil, muito procurado pelos coleccionadores não só de discos de vinil, mas também da Guerra Colonial Portuguesa.